# Обжицько (гміна)
Гміна Обжицько (пол. Gmina Obrzycko) — сільська гміна у північно-західній Польщі. Належить до Шамотульського повіту Великопольського воєводства.
Станом на 31 грудня 2011 у гміні проживало 4407 осіб.

## Територія
Згідно з даними за 2007 рік площа гміни становила 110.65 км², у тому числі:
- орні землі: 47.00%
- ліси: 48.00%

Таким чином, площа гміни становить 9.88% площі повіту.

## Населення
Станом на 31 грудня 2011:
| Опис     | Загалом | Загалом | Чоловіки | Чоловіки | Жінки | Жінки |
| -------- | ------- | ------- | -------- | -------- | ----- | ----- |
| одиниця  | осіб    | %       | осіб     | %        | осіб  | %     |
| все      | 4407    | 100     | 2227     | 50.53    | 2180  | 49.47 |
| міське   | 0       | 100     | 0        |          | 0     |       |
| сільське | 4407    | 100     | 2227     | 50.53    | 2180  | 49.47 |

## Сусідні гміни
Гміна Обжицько межує з такими гмінами: Вронкі, Любаш, Обжицько, Оборники, Остроруґ, Полаєво, Шамотули.